# Tatiana Egorova
Tatiana Vladimirovna Egorova, en russe : Татьяна Владимировна Егорова, née le 10 mars 1970 et morte le 29 juillet 2012, est une footballeuse russe devenue par la suite entraîneuse de football,.

## Biographie
Egorova est sélectionnée dans les années 1990 et 2000 en équipe de Russie de football féminin, dont elle a été la capitaine. Elle fait partie de la sélection russe éliminée au premier tour du Championnat d'Europe de football féminin 2001. Elle dispute aussi les Coupes du monde 1999 et 2003, les Russes étant éliminées à chaque fois au stade des quarts de finale.
En club, elle a évolué dans les clubs russes du CSK VVS Samara, du WFC Rossiyanka et du Lada Togliatti ainsi que dans le club allemand du 1. FFC Turbine Potsdam.
En février 2010, elle prend le poste d'entraîneur de Rossiyanka en remplacement d'Andreï Mitine, après avoir été entraîneur adjointe d'Andreï Kazadaïev en 2008 et d'Andreï Mitin en 2009. Elle remporte le doublé Coupe-Championnat en 2010 et dirige l'équipe lors de onze matchs de Ligue des champions féminine de l'UEFA. En janvier 2012, elle est remplacée par le Français Farid Benstiti mais reste au sein du club. Elle décède le 29 juillet 2012 à l'âge de 42 ans.